# Mohala Mohloli
Mohala Mohloli (* 12. November 1961) ist ein ehemaliger lesothischer Langstreckenläufer.
Er trat bei den Olympischen Sommerspielen 1988 in Seoul an. Im Marathon kam er auf Platz 82.